# Alien Trilogy
Alien Trilogy è uno sparatutto in prima persona del 1996, che ripercorre le trame dei primi tre film della serie Alien. Sviluppato da Probe Entertainment, è stato prodotto dalla Acclaim Entertainment per PlayStation, Sega Saturn e MS-DOS. Il gioco è articolato in 30 livelli i quali rappresentano scene tratte dal film.

## Armi ed oggetti
Durante il gioco sarà possibile recuperare armi per contrastare i nemici, gli Xenomorfi, come un fucile a pompa, una pistola 9mm, un lanciafiamme, un fucile ad impulsi, e una Smartgun.
Oltre alle armi ed alle relative munizioni potranno essere recuperati altri oggetti come mappe del livello, kit medici, sieri di adrenalina etc.

## Differenze tra le versioni
Nelle versioni per Sega Saturn e PlayStation il gioco poteva essere salvato in presenza di una apposita memory card; in mancanza di quest'ultima, la selezione dei livelli era effettuata tramite codici che dovevano essere trascritti alla fine del livello per poi inserirli nel menu principale alla voce Opzioni.

La versione PlayStation, presentava un differente sistema d'illuminazione, che permetteva differenti livelli d'intensità della luce, inoltre ha anche differenti colori per l'illuminazione, sfruttato per alcuni ambienti simulando l'effetto delle fiamme o delle luci blu, rosse o verdi o foschia, questa maggiore gestione viene utilizzata anche per simulare il tremolio delle luci e l'animazione delle luci ambientali.

Altra differenza è la migliore gestione delle trasparenze sulle animazioni degli sprite.